# Schlacht von Baia

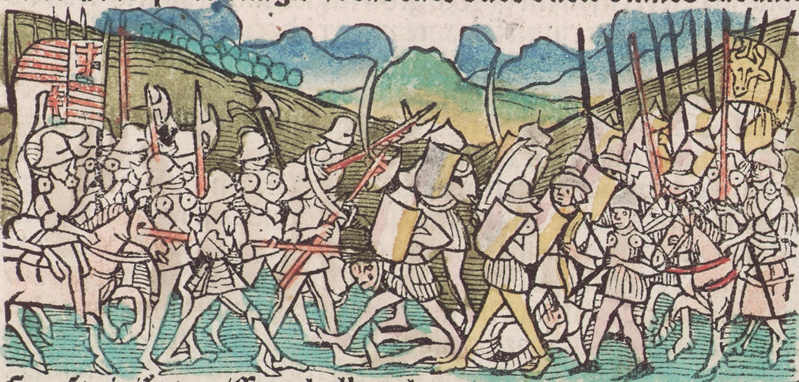
Schlacht von Baia 1467

Die Schlacht von Baia (rumänisch Bătălia de la Baia, ungarisch Moldvabányai csata) fand am 15. Dezember 1467 zwischen der Armee des Fürstentums Moldau, angeführt von Fürst Ștefan III. cel Mare, und der des Königs von Ungarn, Matthias Corvinus, statt. Sie endete mit einer bitteren Niederlage für die Ungarn.

## Geschichte

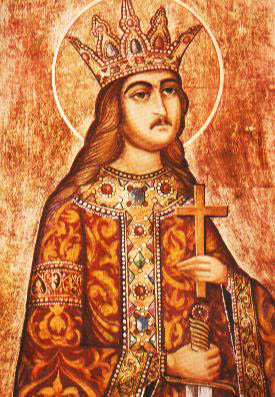
Fürst Stefan III., der Große

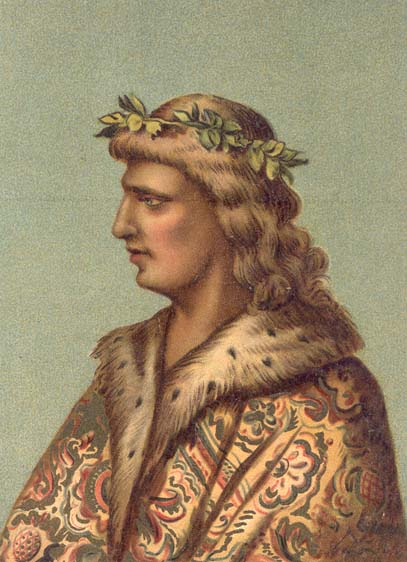
König Matthias Corvinus

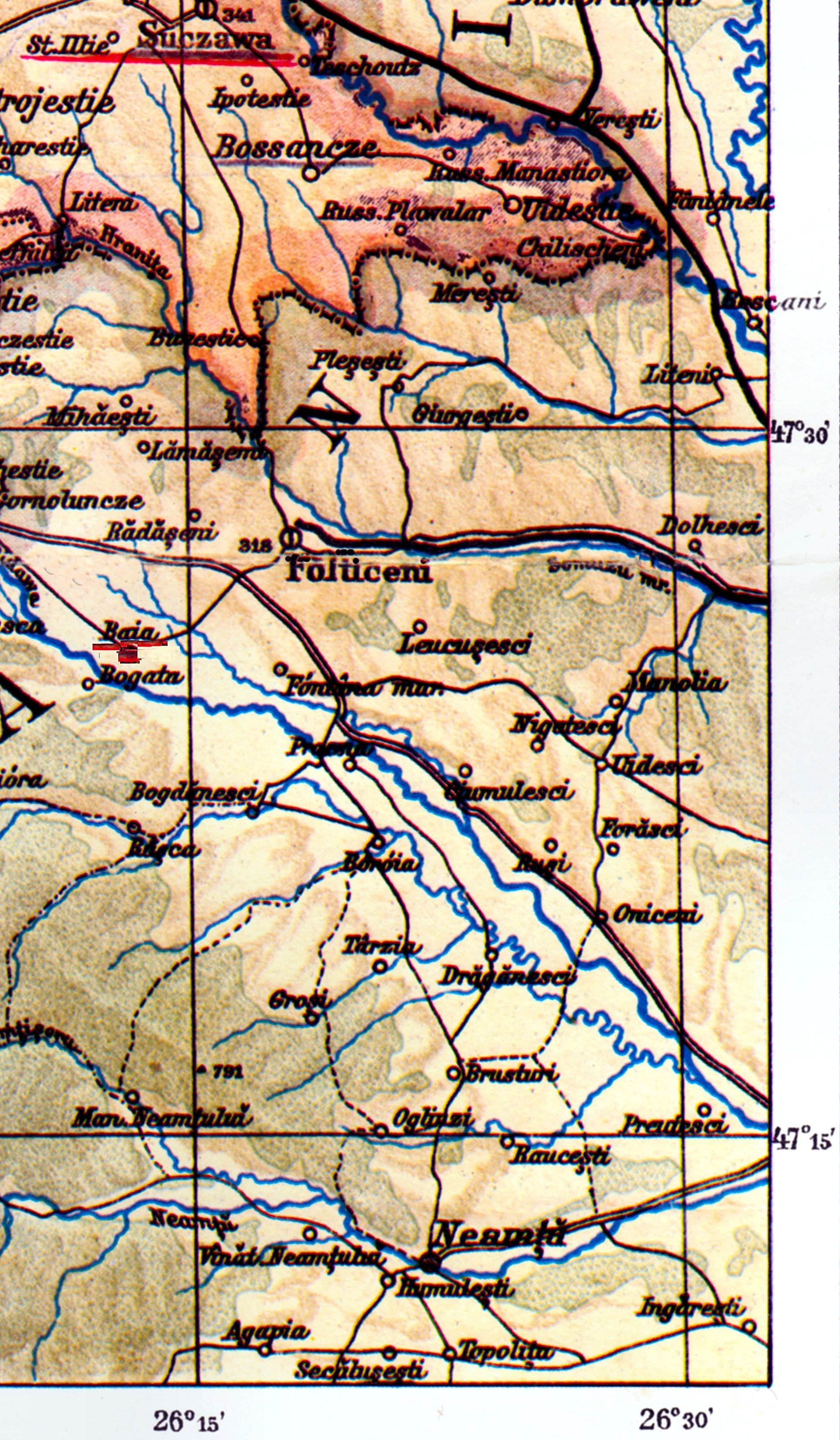
Lage von Baia (Suceava)

### Hintergrund
Nach seiner Thronbesteigung 1457 verbesserte Stefan cel Mare die zuvor oft spannungsgeladenen Beziehungen zu Polen, dem nördlichen Nachbarn des Fürstentums. Ausdruck der neuen Ausrichtung war der Vertrag von Overchelăuți am Dnjestr am 4. April 1459, in dem Stefan anerkannte, ein Vasall des polnischen Königs Kasimir IV. Jagiello (1427–1492) zu sein, auch überließ er die Festung Hotin den Polen. Dafür erhielt er die Garantie der Erhaltung der moldauischen Grenzen sowie die Vertreibung des ehemaligen Herrschers Petru Aron aus dem Land. Der Vertrag wurde am 2. März 1462 zu gleichen Bedingungen erneuert, allerdings erhielt Stefan die Festung Hotin zurück. Eine solche Geste erregte Unwillen beim ungarischen König Matthias Corvinus. Die Spannungen nahmen noch zu, nachdem Aron 1460 nach Siebenbürgen geflohen war und dort Schutz gefunden hatte.
Das größte Problem stellte jedoch der Streit um die Stadt Chilia dar, die vom Wojwoden Petru II. den Ungarn überlassen worden war. Durch einen raschen Winterüberfall gelang es Stefan, den für die Moldau strategisch und wirtschaftlich bedeutenden Hafen nach nur einem Tag der Belagerung in seine Gewalt zu bekommen und seinen Schwager Isaia als Statthalter einzusetzen. Danach versuchte er eine rasche Reaktion des ungarischen Königreichs zu verhindern, indem er im Sommer 1467 den Aufstand des Adels und der Städte in Siebenbürgen gegen die ungarische Krone unterstützte, um so dessen militärische Kräfte zu binden. Der Aufstand wurde aber niedergeschlagen, und Matthias beschloss, einen Feldzug östlich der Karpaten zu starten, mit dem Ziel, Stefan zu stürzen, den loyalen Petru Aron wieder als Herrscher zu installieren und derart die Moldau unter seine Einflusssphäre zu bringen.

### Vorgeschichte
Um seine Feldherrenqualitäten unter Beweis zu stellen sowie als Demonstration seiner militärischen Überlegenheit brach Corvinus, ungeachtet des schlechten Wetters und der fast unpassierbaren Wege, im beginnenden Winter auf und beschloss in die Moldau einzudringen und die Hauptstadt Suceava zu erobern, in der Absicht, Stefan gefangen zu nehmen und den von jenem vertriebenen Vorgänger Petru Aron wieder als Wojwoden einzusetzen.
Die Zusammenführung des königlichen Heeres fand in der Region Brașov Ende Oktober und Anfang November statt. Die Auskunft über die Personalstärke der Armee unterscheidet sich je nach verwendeter Quelle. Der polnische Chronist Jan Dlugosz berichtete von über 40.000 Menschen, was übertrieben erscheint, während andere Quellen die Zahl mit 25.000 beziffern. Im Gegenzug verfügte Stefan lediglich über 12.000 Mitstreiter, eine Zahl, die von den meisten Historikern angenommen wird.
Matthias entschloss sich, über den Oituz-Pass in das Land einzufallen, um dem Tal des Sereth zu folgen und die Hauptstadt Suceava zu besetzen. Diese Strategie vorausahnend, blockierte Stefan alle Pässe und schikanierte die Invasionstruppen durch ständige kleine Angriffe.
Am 19. November 1467, nach einer Woche gewalttätiger Auseinandersetzungen am Oituz-Pass, gelang den Ungarn der Durchbruch, worauf sie bis Târgul Trotușului zogen. Nachdem die Stadt niedergebrannt worden war, wendeten sich die Kräfte des Matthias Corvinus, begleitet vom Fürsten in spe Petru Aron, gegen Bacău, dann Richtung Roman, wo sie am 29. November ankamen. Um Zeit zu gewinnen, initiierte Stefan Gespräche mit seinem Gegner, die ohne Ergebnis blieben. Die ungarischen Truppen blieben bis zum 7. Dezember in Roman, wonach der König gegen Baia, die ehemalige Hauptstadt der Moldau, marschierte.

### Verlauf

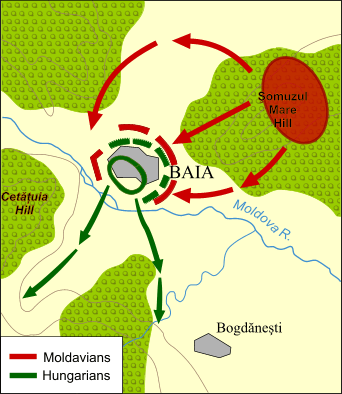
Schlacht von Baia

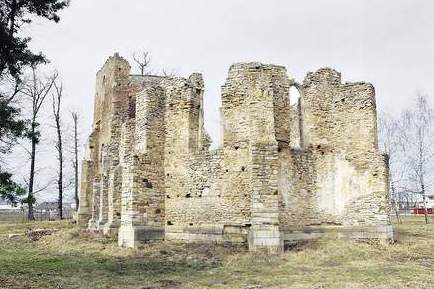
Ruine der Kathedrale von Baia seit dem 15. Jahrhundert

In jener Zeit war Baia eine florierende Stadt, wo es die katholische Kathedrale von Baia und eine Kolonie von Sachsen gab, also relativ optimale Bedingungen für die ungarische Armee dort Quartier zu nehmen, ohne zu ahnen, was ihr Gegner vorhatte. Stefan nämlich hatte beschlossen, die entscheidende Schlacht dort zu fechten, da er den König nicht pausieren lassen und ihm keine Gelegenheit zur Organisation für die Belagerung von Suceava geben wollte. Auch wusste der Moldauer, dass die Invasionsarmee über eine starke Artillerie verfügte.
In der Nacht vom 14. auf den 15. Dezember 1467 begann der Angriff Stefans. Zuallererst ließ er die Holzpalisaden, die dem Schutz der Stadt dienten, in Brand setzen. Das sich schnell ausbreitende Feuer überraschte die feindlichen Soldaten und verursachte große Verwirrung. Auf ihrer planlosen Flucht wurde fast die Hälfte getötet, auch wurde Matthias durch drei Pfeile und einen Lanzenstich schwer verletzt. Man bemühte sich, ihn so rasch wie möglich nach Ungarn zu transportieren. Auf ihrem Rückzug über Moinești vergruben die Ungarn 500 Kanonen und andere Schätze, damit die Feinde ihrer nicht habhaft werden konnten. Obwohl der Moldauer seinen Schwager Isaia beauftragte, dem König den Rückzug abzuschneiden, gelang letzterem die Flucht, da ihm einerseits Stephan Báthory von Ecsed mit seinen Mannen beistand, andererseits, laut Jan Długosz, wegen des Zögerns des Großkanzlers Crasnăş, eines der Kommandanten der drei moldauischen Armeekorps. Er soll später deswegen von Stefan wegen Hochverrats hingerichtet worden sein.

## Epilog
Matthias Corvins Feldzug gegen das Fürstentum Moldau, der in einem Fiasko geendet war, stellte zugleich den letzten großen Versuch dar, die Oberhoheit der ungarischen Krone über die Moldau auf militärischem Weg zu erringen. Im Jahre 1468 versuchte Stefan erfolglos, den Konflikt mit dem ungarischen König durch Vermittlung König Kasimirs IV. von Polen zu beenden. Deswegen ließ Stefan 1469 die moldauische Armee unter Führung des Großschwertträgers Philip Pop in das Szekelerland einfallen, als Vergeltung für das dem Petru Aron gewährte Exil. Bei dieser Kampagne wurde dieser allerdings gefangen genommen und hingerichtet.
Die gemeinsame Front gegen die Osmanen und die von Stefan am 3. Januar 1472 den Kronstädter Kaufleuten gewährten kommerziellen Privilegien entspannte dann endlich die Beziehungen zwischen den beiden Staaten. Sie koordinierten 1473 sogar die Maßnahmen zum Sturz der türkentreuen walachischen Wojwoden Radu Cel Frumos (Radu der Schöne) und Laiotă Basarab. Ende 1474 entsendete König Matthias 5.000 Szekler und 1.800 ungarische Soldaten zur Unterstützung Stefans in der Schlacht bei Vaslui, die mit dem historischen Sieg der verbündeten Christen endete.

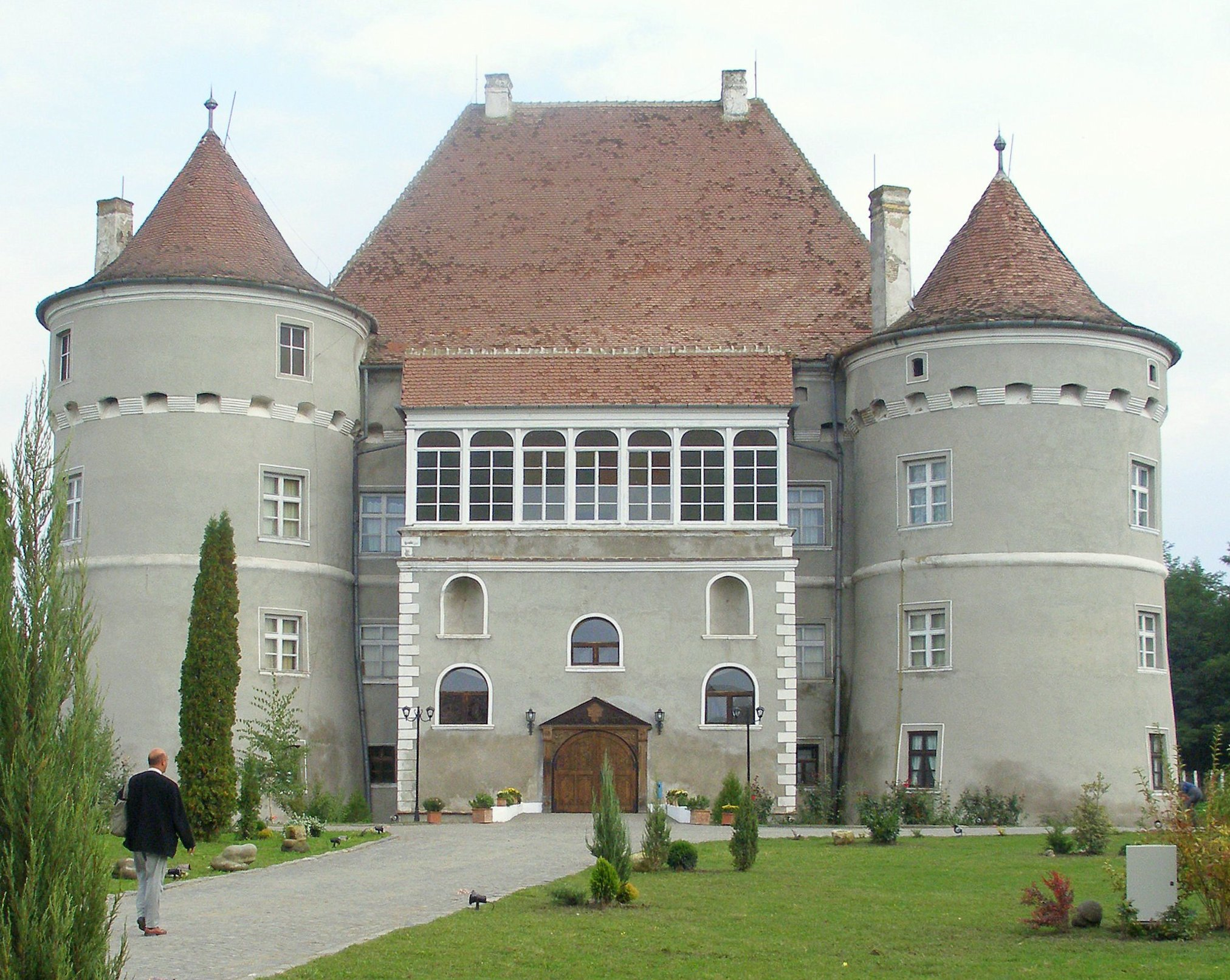
Cetatea de Baltă

Durch den Vertrag von Buda am 15. August 1475 verpflichtete sich König Matthias, Stefan gegen die Osmanen zu unterstützen und stellte ihm als Zufluchtsorte die Festung Ciceu und die Zitadelle Cetatea de Baltă (Kokelburg) in Siebenbürgen zur Verfügung.